# Tomislav Bušić
Tomislav Bušić (Spalato, 2 febbraio 1986) è un calciatore croato, attaccante del GOŠK K. Gomilica.

## Carriera

### Club
L'11 luglio 2014 viene acquistato a titolo definitivo dalla squadra albanese del Tirana.

## Statistiche

### Presenze e reti nei club
Statistiche aggiornate al 27 gennaio 2019.
| Stagione                 | Squadra                  | Campionato               | Campionato | Campionato | Coppe nazionali | Coppe nazionali | Coppe nazionali | Coppe continentali | Coppe continentali | Coppe continentali | Altre coppe | Altre coppe | Altre coppe | Totale | Totale |
| Stagione                 | Squadra                  | Comp                     | Pres       | Reti       | Comp            | Pres            | Reti            | Comp               | Pres               | Reti               | Comp        | Pres        | Reti        | Pres   | Reti   |
| ------------------------ | ------------------------ | ------------------------ | ---------- | ---------- | --------------- | --------------- | --------------- | ------------------ | ------------------ | ------------------ | ----------- | ----------- | ----------- | ------ | ------ |
| 2004-2005                | Hajduk Spalato           | 1. HNL                   | 21         | 11         | CC              | 3               | 1               | -                  | -                  | -                  | -           | -           | -           | 24     | 12     |
| 2005-2006                | Hajduk Spalato           | 1. HNL                   | 20         | 5          | CC              | 1               | 1               | UCL                | 2                  | 0                  | SC          | 1           | 0           | 24     | 6      |
| 2006-2007                | Hajduk Spalato           | 1. HNL                   | 23         | 11         | CC              | 2               | 2               | -                  | -                  | -                  | -           | -           | -           | 25     | 13     |
| 2007-gen. 2008           | Dinamo Kiev              | VL                       | 0          | 0          | CU              | 0               | 0               | -                  | -                  | -                  | SU          | 0           | 0           | 0      | 0      |
| gen.-giu. 2008           | Hajduk Spalato           | 1. HNL                   | 9          | 0          | CC              | 0               | 0               | CU                 | 0                  | 0                  | -           | -           | -           | 9      | 0      |
| 2008-2009                | Hajduk Spalato           | 1. HNL                   | 13         | 1          | CC              | 0               | 0               | CU                 | 1                  | 1                  | -           | -           | -           | 14     | 2      |
| Totale Hajduk Spalato    | Totale Hajduk Spalato    | Totale Hajduk Spalato    | 86         | 28         |                 | 6               | 4               |                    | 3                  | 1                  |             | 1           | 0           | 96     | 33     |
| 2009-2010                | Maccabi Petah Tiqwa      | LhA                      | 19         | 1          | CI+CdL          | 1+6             | 0+2             | -                  | -                  | -                  | -           | -           | -           | 26     | 3      |
| 2010-2011                | Slaven Belupo            | 1. HNL                   | 15         | 1          | CC              | 2               | 0               | -                  | -                  | -                  | -           | -           | -           | 17     | 1      |
| 2011-2012                | Slaven Belupo            | 1. HNL                   | 17         | 5          | CC              | 1               | 0               | -                  | -                  | -                  | -           | -           | -           | 18     | 5      |
| 2012-gen. 2013           | Slaven Belupo            | 1. HNL                   | 17         | 1          | CC              | 4               | 2               | UEL                | 4                  | 2                  | -           | -           | -           | 25     | 5      |
| Totale Slaven Belupo     | Totale Slaven Belupo     | Totale Slaven Belupo     | 49         | 7          |                 | 7               | 2               |                    | 4                  | 2                  |             | -           | -           | 60     | 11     |
| gen.-giu. 2013           | Simurq                   | PL                       | 9          | 1          | CA              | 2               | 0               | -                  | -                  | -                  | -           | -           | -           | 11     | 1      |
| 2013-2014                | Vllaznia                 | KS                       | 29         | 14         | CA              | 4               | 0               | -                  | -                  | -                  | -           | -           | -           | 33     | 14     |
| 2014-2015                | Tirana                   | KS                       | 33         | 4          | CA              | 7               | 4               | -                  | -                  | -                  | -           | -           | -           | 40     | 8      |
| 2015-mar. 2016           | PBDKT T-Team             | MSL                      | 1          | 0          | FACup           | 1               | 1               | -                  | -                  | -                  | -           | -           | -           | 2      | 1      |
| 2016-2017                | Flamurtari Valona        | KS                       | 28         | 10         | CA              | 4               | 2               | -                  | -                  | -                  | -           | -           | -           | 32     | 12     |
| 2017-2018                | Flamurtari Valona        | KS                       | 30         | 8          | CA              | 2               | 0               | -                  | -                  | -                  | -           | -           | -           | 32     | 8      |
| 2018-gen. 2019           | Flamurtari Valona        | KS                       | 17         | 5          | CA              | 2               | 0               | -                  | -                  | -                  | -           | -           | -           | 19     | 5      |
| Totale Flamurtari Valona | Totale Flamurtari Valona | Totale Flamurtari Valona | 75         | 23         |                 | 8               | 2               |                    | -                  | -                  |             | -           | -           | 83     | 25     |
| gen.-giu. 2019           | Teuta                    | KS                       | 1          | 0          | CA              | 0               | 0               | -                  | -                  | -                  | -           | -           | -           | 1      | 0      |
| Totale carriera          | Totale carriera          | Totale carriera          | 302        | 78         |                 | 42              | 15              |                    | 7                  | 3                  |             | 1           | 0           | 352    | 96     |

| Cronologia completa delle presenze e delle reti in nazionale ― Croazia under 21 | Cronologia completa delle presenze e delle reti in nazionale ― Croazia under 21 | Cronologia completa delle presenze e delle reti in nazionale ― Croazia under 21 | Cronologia completa delle presenze e delle reti in nazionale ― Croazia under 21 | Cronologia completa delle presenze e delle reti in nazionale ― Croazia under 21 | Cronologia completa delle presenze e delle reti in nazionale ― Croazia under 21 | Cronologia completa delle presenze e delle reti in nazionale ― Croazia under 21 | Cronologia completa delle presenze e delle reti in nazionale ― Croazia under 21 |
| Data                                                                            | Città                                                                           | In casa                                                                         | Risultato                                                                       | Ospiti                                                                          | Competizione                                                                    | Reti                                                                            | Note                                                                            |
| ------------------------------------------------------------------------------- | ------------------------------------------------------------------------------- | ------------------------------------------------------------------------------- | ------------------------------------------------------------------------------- | ------------------------------------------------------------------------------- | ------------------------------------------------------------------------------- | ------------------------------------------------------------------------------- | ------------------------------------------------------------------------------- |
| 3-6-2005                                                                        | Sofia                                                                           | Bulgaria under 21                                                               | 2 – 1                                                                           | Croazia under 21                                                                | Qual. Europeo Under-21 2006                                                     | -                                                                               | 65’                                                                             |
| 16-8-2005                                                                       | Senec                                                                           | Slovacchia under 21                                                             | 4 – 3                                                                           | Croazia under 21                                                                | Amichevole                                                                      | 1                                                                               |                                                                                 |
| 2-9-2005                                                                        | Reykjavík                                                                       | Islanda under 21                                                                | 1 – 2                                                                           | Croazia under 21                                                                | Qual. Europeo Under-21 2006                                                     | -                                                                               | 71’                                                                             |
| 6-9-2005                                                                        | Ta' Qali                                                                        | Malta under 21                                                                  | 0 – 1                                                                           | Croazia under 21                                                                | Qual. Europeo Under-21 2006                                                     | 1                                                                               | 80’                                                                             |
| 7-10-2005                                                                       | Velika Gorica                                                                   | Croazia under 21                                                                | 1 – 0                                                                           | Svezia under 21                                                                 | Qual. Europeo Under-21 2006                                                     | -                                                                               | 62’                                                                             |
| 18-5-2006                                                                       | Pau                                                                             | Francia under 21                                                                | 1 – 0                                                                           | Croazia under 21                                                                | Amichevole                                                                      | -                                                                               | 51’                                                                             |
| 1-8-2006                                                                        | Costrena                                                                        | Croazia under 21                                                                | 4 – 1                                                                           | Bosnia ed Erzegovina under 21                                                   | Amichevole                                                                      | 2                                                                               | 69’                                                                             |
| 15-8-2006                                                                       | Grosseto                                                                        | Italia under 21                                                                 | 0 – 0                                                                           | Croazia under 21                                                                | Amichevole                                                                      | -                                                                               | 71’                                                                             |
| 3-9-2006                                                                        | Sofia                                                                           | Bulgaria under 21                                                               | 2 – 1                                                                           | Croazia under 21                                                                | Qual. Europeo Under-21 2007                                                     | -                                                                               | 72’                                                                             |
| 6-9-2006                                                                        | Fiume                                                                           | Croazia under 21                                                                | 1 – 2                                                                           | Ucraina under 21                                                                | Qual. Europeo Under-21 2007                                                     | 1                                                                               |                                                                                 |
| 27-3-2007                                                                       | Zaprešić                                                                        | Croazia under 21                                                                | 5 – 0                                                                           | Slovenia under 21                                                               | Amichevole                                                                      | 1                                                                               | 46’                                                                             |
| 2-6-2007                                                                        | Varaždin                                                                        | Croazia under 21                                                                | 2 – 0                                                                           | Fær Øer under 21                                                                | Qual. Europeo Under-21 2009                                                     | -                                                                               |                                                                                 |
| 6-6-2007                                                                        | Zaprešić                                                                        | Croazia under 21                                                                | 3 – 2                                                                           | Grecia under 21                                                                 | Qual. Europeo Under-21 2009                                                     | 1                                                                               |                                                                                 |
| 22-8-2007                                                                       | Kreševo                                                                         | Bosnia ed Erzegovina under 21                                                   | 3 – 3                                                                           | Croazia under 21                                                                | Amichevole                                                                      | 1                                                                               | 90+5’                                                                           |
| 8-9-2007                                                                        | Elbasan                                                                         | Albania under 21                                                                | 1 – 0                                                                           | Croazia under 21                                                                | Qual. Europeo Under-21 2009                                                     | -                                                                               | 35’                                                                             |
| 11-9-2007                                                                       | Zaprešić                                                                        | Croazia under 21                                                                | 3 – 2                                                                           | Azerbaigian under 21                                                            | Qual. Europeo Under-21 2009                                                     | -                                                                               |                                                                                 |
| 12-10-2007                                                                      | Chieti                                                                          | Italia under 21                                                                 | 2 – 0                                                                           | Croazia under 21                                                                | Qual. Europeo Under-21 2009                                                     | -                                                                               |                                                                                 |
| 17-10-2007                                                                      | Tórshavn                                                                        | Fær Øer under 21                                                                | 1 – 2                                                                           | Croazia under 21                                                                | Qual. Europeo Under-21 2009                                                     | -                                                                               |                                                                                 |
| 17-11-2007                                                                      | Atene                                                                           | Grecia under 21                                                                 | 3 – 4                                                                           | Croazia under 21                                                                | Qual. Europeo Under-21 2009                                                     | 1                                                                               |                                                                                 |
| 21-11-2007                                                                      | Baku                                                                            | Azerbaigian under 21                                                            | 0 – 1                                                                           | Croazia under 21                                                                | Qual. Europeo Under-21 2009                                                     | 1                                                                               |                                                                                 |
| 26-3-2008                                                                       | Čakovec                                                                         | Croazia under 21                                                                | 3 – 1                                                                           | Ungheria under 21                                                               | Amichevole                                                                      | 1                                                                               | 51’                                                                             |
| 16-5-2008                                                                       | Kuala Lumpur                                                                    | Australia under 21                                                              | 3 – 0                                                                           | Croazia under 21                                                                | Amichevole                                                                      | -                                                                               | 51’                                                                             |
| 18-5-2008                                                                       | Kuala Lumpur                                                                    | Togo under 21                                                                   | 0 – 1                                                                           | Croazia under 21                                                                | Amichevole                                                                      | -                                                                               |                                                                                 |
| 20-5-2008                                                                       | Kuala Lumpur                                                                    | Croazia under 21                                                                | 0 – 1                                                                           | Cile under 21                                                                   | Amichevole                                                                      | -                                                                               |                                                                                 |
| 20-8-2008                                                                       | Koprivnica                                                                      | Croazia under 21                                                                | 2 – 1                                                                           | Bosnia ed Erzegovina under 21                                                   | Amichevole                                                                      | 1                                                                               | cap.                                                                            |
| Totale                                                                          |                                                                                 | Presenze                                                                        | 25                                                                              |                                                                                 | Reti                                                                            | 12                                                                              |                                                                                 |

| Cronologia completa delle presenze e delle reti in nazionale ― Croazia under 20 | Cronologia completa delle presenze e delle reti in nazionale ― Croazia under 20 | Cronologia completa delle presenze e delle reti in nazionale ― Croazia under 20 | Cronologia completa delle presenze e delle reti in nazionale ― Croazia under 20 | Cronologia completa delle presenze e delle reti in nazionale ― Croazia under 20 | Cronologia completa delle presenze e delle reti in nazionale ― Croazia under 20 | Cronologia completa delle presenze e delle reti in nazionale ― Croazia under 20 | Cronologia completa delle presenze e delle reti in nazionale ― Croazia under 20 |
| Data                                                                            | Città                                                                           | In casa                                                                         | Risultato                                                                       | Ospiti                                                                          | Competizione                                                                    | Reti                                                                            | Note                                                                            |
| ------------------------------------------------------------------------------- | ------------------------------------------------------------------------------- | ------------------------------------------------------------------------------- | ------------------------------------------------------------------------------- | ------------------------------------------------------------------------------- | ------------------------------------------------------------------------------- | ------------------------------------------------------------------------------- | ------------------------------------------------------------------------------- |
| 23-3-2007                                                                       | Zagabria                                                                        | Croazia under 20                                                                | 1 – 0                                                                           | Slovacchia under 20                                                             | Amichevole                                                                      | -                                                                               |                                                                                 |
| 9-5-2007                                                                        | Zagabria                                                                        | Croazia under 20                                                                | 2 – 0                                                                           | Ungheria under 20                                                               | Amichevole                                                                      | 2                                                                               |                                                                                 |
| 22-5-2007                                                                       | Senec                                                                           | Slovacchia under 20                                                             | 1 – 1                                                                           | Croazia under 20                                                                | Amichevole                                                                      | 1                                                                               |                                                                                 |
| Totale                                                                          |                                                                                 | Presenze                                                                        | 3                                                                               |                                                                                 | Reti                                                                            | 3                                                                               |                                                                                 |

| Cronologia completa delle presenze e delle reti in nazionale ― Croazia under 19 | Cronologia completa delle presenze e delle reti in nazionale ― Croazia under 19 | Cronologia completa delle presenze e delle reti in nazionale ― Croazia under 19 | Cronologia completa delle presenze e delle reti in nazionale ― Croazia under 19 | Cronologia completa delle presenze e delle reti in nazionale ― Croazia under 19 | Cronologia completa delle presenze e delle reti in nazionale ― Croazia under 19 | Cronologia completa delle presenze e delle reti in nazionale ― Croazia under 19 | Cronologia completa delle presenze e delle reti in nazionale ― Croazia under 19 |
| Data                                                                            | Città                                                                           | In casa                                                                         | Risultato                                                                       | Ospiti                                                                          | Competizione                                                                    | Reti                                                                            | Note                                                                            |
| ------------------------------------------------------------------------------- | ------------------------------------------------------------------------------- | ------------------------------------------------------------------------------- | ------------------------------------------------------------------------------- | ------------------------------------------------------------------------------- | ------------------------------------------------------------------------------- | ------------------------------------------------------------------------------- | ------------------------------------------------------------------------------- |
| 9-3-2004                                                                        | Parenzo                                                                         | Croazia under 19                                                                | 1 – 0                                                                           | Slovenia under 19                                                               | Amichevole                                                                      | -                                                                               |                                                                                 |
| 10-3-2004                                                                       | Umago                                                                           | Croazia under 19                                                                | 2 – 0                                                                           | Slovenia under 19                                                               | Amichevole                                                                      | -                                                                               | 51’                                                                             |
| 9-10-2004                                                                       | Parenzo                                                                         | Croazia under 19                                                                | 6 – 0                                                                           | Liechtenstein under 19                                                          | Qual. Europeo Under-19 2005                                                     | 2                                                                               | 79’                                                                             |
| 11-10-2004                                                                      | Pola                                                                            | Svezia under 19                                                                 | 3 – 1                                                                           | Croazia under 19                                                                | Qual. Europeo Under-19 2005                                                     | 1                                                                               |                                                                                 |
| 13-10-2004                                                                      | Cittanova                                                                       | Croazia under 19                                                                | 2 – 2                                                                           | Romania under 19                                                                | Qual. Europeo Under-19 2005                                                     | 1                                                                               | 90+3’                                                                           |
| Totale                                                                          |                                                                                 | Presenze                                                                        | 5                                                                               |                                                                                 | Reti                                                                            | 4                                                                               |                                                                                 |

## Palmarès

### Club

#### Competizioni nazionali
- Campionato croato: 1

Hajduk Spalato: 2004-2005
- Supercoppa di Croazia: 2

Hajduk Spalato: 2004, 2005
- Supercoppa d'Ucraina: 1

Dinamo Kiev: 2007